# Greg Child
Pour les articles homonymes, voir Child.
Greg Child est un alpiniste et écrivain australien, né en 1957 à Sydney. Il a réalisé de nombreuses premières ascensions notamment au Yosemite et en Himalaya.
Il commence l'escalade en Australie à 13 ans dans les Blue mountains.
Il est aussi écrivain et photographe, publié dans le monde entier. Il a reçu en 1987, le prix de littérature alpine américaine.

## Principales réalisations
- 1976 : première en libre de Manic Depressive (25 en cotation australienne, soit 7b) aux monts Arapiles
- 1977 : sixième ascension de Mescalito et seconde de Pacific Ocean Wall sur le big wall de El Capitan au Yosemite, avec Eric Weinstein.
- 1981 : première de Aurora à El Capitan avec Peter Mayfield
- 1981 : première de l'arête est du Shivling avec Doug Scott, George Bettembourg et Rick White
- 1983 première du Lobsang Spire dans le Karakoram avec Doug Scott et Pete Thexton
- 1985 première de Lost in America à El Capitan avec Randy Leavitt
- 1986 : première de l'arête nord-ouest du Gasherbrum IV avec Tim McCartney-Snape et Tom Hargis
- 1990 : arête nord du K2 en style alpin avec Greg Mortimer et Steve Swenson
- 1992 : ouverture de Run for Cover nouvelle voie sur la Tour de Trango avec Mark Wilford

## Ouvrages
- Théorème de la peur (Mixed Emotions), Editions Guérin (1997)  (ISBN 2-911755-13-8)
- Cartes postales de la vire (Postcards from the Ledge), Editions Guérin (1999)  (ISBN 2-911755-31-6)
- Au-delà de la limite (Over the Edge), Editions Guérin (2004)  (ISBN 2-911755-70-7)